# Popovača Pazariška
Popovača Pazariška je naselje u Republici Hrvatskoj, u sastavu Grada Gospića, Ličko-senjska županija. 

## Stanovništvo
Prema popisu stanovništva iz 2001. godine, naselje je imalo 102 stanovnika te 38 obiteljskih kućanstava.

Prema popisu stanovništva 2011. godine naselje je imalo 93 stanovnika.
| broj stanovnika | 331   |       |       | 521   | 546   | 372   | 436   | 442   | 360   | 349   | 321   | 294   | 209   | 175   | 102   | 93    | 77    |
|                 | 1857. | 1869. | 1880. | 1890. | 1900. | 1910. | 1921. | 1931. | 1948. | 1953. | 1961. | 1971. | 1981. | 1991. | 2001. | 2011. | 2021. |